# Zorry Kid
Zorry Kid est un personnage de bande dessinée créé par Benito Jacovitti pour la série du même nom publiée en Italie de 1968 à 1990 dans diverses revues. C'est une parodie loufoque et non-sensique de Zorro. Rai Fiction et Graphilm ont lancé en 2006 la production d'une série animée de 52 épisodes par le studio milanais De Mas & Partners mais le projet a été abandonné faute de coproducteurs.

## Publications françaises
Petit format :
- Zorry Kid, SFPI, 11 numéros, 1970-1971.

Album :
- Zorry Kid, Garnault :

1. Z comme Zorry Kid, 1982.
2. Zorry Kid y laisse des plumes, 1982.
3. Tout part en fumée, 1983.

## Documentation
- Patrick Gaumer, Larousse de la BD, Paris : Larousse, 2010, p. 936-937.